# NAHL 2013/14
Die Saison 2013/14 der Nationalen Amateur Hockey Liga (NAHL) war die zweite und letzte Spielzeit der dritthöchsten Spielklasse im österreichischen Eishockey unter diesem Namen. Die aus fünf Mannschaften bestehende Liga endete mit dem Titelgewinn des EC Kitzbühel. Die Liga wurde erneut vom Steirischen Eishockeyverband durchgeführt.

## Teilnehmende Mannschaften
Obwohl die Vereine sich eigentlich bei Gründung der NAHL verpflichtet hatten, zumindest drei Saisonen an der Meisterschaft teilzunehmen, zogen sich nach der Spielzeit 2012/13 sowohl der Meister EC Tarco Wölfe Klagenfurt, als auch die ATUS Weiz Bulls und der HC Kufstein aus Kostengründen aus der Liga zurück. Als Ersatz konnte lediglich eine zweite Mannschaft des EK Zell am See (INL-Team) gewonnen werden.
Folgende Teilnehmer meldeten daher schließlich für die Liga:
- Kapfenberg Bulls (Steiermark), regierender Vizemeister
- EC Oilers Salzburg (Salzburg), Fünfter der Vorsaison
- EV Zeltweg 2010 (Steiermark), Vierter der Vorsaison
- EC Kitzbühel (Tirol), Dritter der Vorsaison
- EK Zell am See II (Salzburg), Neuling

## Meisterschaft

### Modus
Im Grunddurchgang spielen die teilnehmenden Mannschaften eine Dreifachrunde gegeneinander (je 24 Spiele). Anschließend qualifizieren sich die vier bestplatzierten Teams für die Play-off. Dabei spielen im Halbfinale das erst- gegen das viertplatzierte Team sowie das zweit- gegen das drittplatzierte Team. Die beiden Sieger der Halbfinalserien spielen anschließend im Finale, wobei das besser platzierte Team aus dem Grunddurchgang im ersten Spiel Heimrecht hat. Alle Serien finden im Modus „Best-of-Five“ statt.

### Grunddurchgang
| Rang | Team               | SP | S  | N  | OTS | OTN | T   | GT  | TD   | PKT |
| ---- | ------------------ | -- | -- | -- | --- | --- | --- | --- | ---- | --- |
| 1    | EC Kitzbühel       | 24 | 19 | 3  | 2   | 0   | 172 | 50  | +122 | 61  |
| 2    | Kapfenberg Bulls   | 24 | 17 | 2  | 3   | 2   | 140 | 61  | +79  | 59  |
| 3    | EC Oilers Salzburg | 24 | 12 | 10 | 0   | 2   | 130 | 101 | +29  | 38  |
| 4    | EV Zeltweg 2010    | 24 | 6  | 17 | 0   | 1   | 74  | 128 | −54  | 19  |
| 5    | EK Zell am See II  | 24 | 1  | 23 | 0   | 0   | 53  | 229 | −176 | 03  |

Legende: Sp = Spiele, S = Siege, N = Niederlagen, OTS = Siege nach Verlängerung, OTN = Niederlage nach Verlängerung, T = Tore, GT = Gegentore, TD = Tordifferenz, PKT = Punkte

### Halbfinale
| Begegnung                                        | Endstand | Spiel 1 | Spiel 2 | Spiel 3 | Spiel 4 | Spiel 5 |
| ------------------------------------------------ | -------- | ------- | ------- | ------- | ------- | ------- |
| EC Die Adler Kitzbühel (1) – EV Zeltweg 2010 (4) | 3:0      | 8:2     | 6:0     | 8:2     |         |         |
| Kapfenberg Bulls (2) – EC Oilers Salzburg (3)    | 3:2      | 3:4     | 5:3     | 3:2     | 3:6     | 5:3     |

### Finale
| Begegnung                                         | Endstand | Spiel 1 | Spiel 2   | Spiel 3   | Spiel 4   | Spiel 5 |
| ------------------------------------------------- | -------- | ------- | --------- | --------- | --------- | ------- |
| EC Die Adler Kitzbühel (1) – Kapfenberg Bulls (2) | 3:2      | 3:1     | 4:5 n. V. | 4:3 n. V. | 2:3 n. V. | 6:3     |

## Auflösung der Liga
Nachdem beide Finalisten der NAHL 2013/14 nach der Saison in die zweithöchste Liga aufstiegen (beide nannten in der Folgesaison für die INL) und kein Ersatz gefunden werden konnte, wurde die Liga mangels Teilnehmern wieder eingestellt. Eine landesweite dritthöchste Spielklasse wurde erst in der Saison 2018/19 wieder eingeführt, dann unter Schirmherrschaft des Österreichischen Eishockeyverbandes (ÖEHV).